# Art contemporain cambodgien
 (mai 2023).
 (mai 2023).
Si vous disposez d'ouvrages ou d'articles de référence ou si vous connaissez des sites web de qualité traitant du thème abordé ici, merci de compléter l'article en donnant les références utiles à sa vérifiabilité et en les liant à la section « Notes et références ».
On peut dater le début de l'art contemporain cambodgien au mois de décembre 2005, avec l'exposition VAO (Visual Arts Open) organisée par le collectif d'artistes Saklapel (verlan de selapak) à Phnom Penh.
Nous ne traiterons dans cette rubrique que de l'"art visuel". "Art" se dit en khmer "selapak", mais renvoie aux arts du spectacle (performing arts, en anglais). Pour exprimer "art visuel", les membres de Saklapel ont dû créer un néologisme : "chakok selapak", littéralement "œil art". De plus, ils ont pris le terme "samaï", qui signifie "maintenant", "présent", pour dire "contemporain".
Ainsi, cet article traitera du "chakok selapak samaï".

## Situation du pays
L'art khmer du temps d'Angkor (sculpture, ballet royal) était un art de cour, préservé, oublié ou réinstauré par les différents rois se succédant, et ce jusqu'à nos jours.
La colonisation a amené la culture du pays colonisateur, la France, ce qui s'est surtout ressenti après la Seconde Guerre mondiale. Sur le plan littéraire, par exemple, l'influence sartrienne était grande. L'influence de la culture populaire des Trente Glorieuses également.
Les khmers rouges ont fait table rase de tout ce qui n'était pas "purement khmer", et ne créant aucun art, contrairement à d'autres régimes communistes.
Après l'intervention (1979) puis le départ (1989) des vietnamiens, l'ONU intervint, en 1990, et dans son sillage les ONG (notamment Phare Ponleu Selpak, Cambodian Living Arts). Celles-ci, prenant sous tutelle le Cambodge, ont tenté, et tentent encore, de faire revivre l'art khmer traditionnel, notamment la danse.
Récemment, alors même que la situation politique n'est pas encore stabilisée, et alors que les investissements étrangers affluent de manière croissante, le Cambodge semble commencer à se reconstruire.
Et, dans le processus de cette reconstruction, des artistes se sont regroupés, qu'ils aient été formés à l'étranger ou au temps de la colonisation, ou encore qu'ils soient autodidactes, pour développer l'art cambodgien contemporain, le chakok selapak samaï.

## Situation de l'art contemporain cambodgien
On peut donc dire que cet art naît très récemment, même si ces artistes avaient déjà exposé, à titre individuel, là où ils vivaient.
Il naît donc au sein de la globalisation. On sait que l'art contemporain a été dit uniquement occidental, celui-ci décernant, selon son bon vouloir, son "label" à quelques artistes issus des pays dit "en voie de développement".
La particularité de cet art contemporain cambodgien, sur ce point, est de s'auto-intituler contemporain, sans se préoccuper de ce qu'en dit et de ce qu'en pense l'art contemporain occidental (et coupant court, ainsi, aux débats entre "art contemporain" et "art d'aujourd'hui")
Pour l'heure, ce qui réunit ces artistes est uniquement le collectif qu'ils ont créé, et la volonté qui les meut.
On notera également que presque tous officient dans l'art pictural, en opposition, au sein des artistes cambodgiens, avec les toiles figuratives embellissant le monde par des couleurs vives et le choix des sujets (débat semblable à celui qu'a connu l'Europe avec l'art moderne). Ceci pour souligner que la réalité "art contemporain cambodgien" s'intègre et s'oppose à plusieurs autres réalités, tant locales que mondiales.

## Artistes
- Sothy Chhim
- SothyTang Chhin
- Rithy Chhoeun
- Theanly Chov
- Saree Duong
- Sophal Hen
- Sinith Heng
- Sovanrith Khun
- Seckon Leang
- Loeum Lorn
- Remissa Mak
- Vann Nath
- Sovan Philong
- Sopheap Pich
- Vichet Prom
- Piseth Sa
- Linda Saphan
- Chathpier Sath
- Sodavy Suos
- Ken Svay
- Sareth Svay
- Saren Tum
- Rattana Vandy
- Maline Yim